# Pisaboa laldea
Pisaboa laldea là một loài nhện trong họ Pholcidae. Loài này được phát hiện ở Venezuela.